# Säckingen járás
Säckingen járás egy járás Baden-Württembergben. 
1973. január 1-jén  megszűnt a járás.

## Népesség
A járás népessége az elmúlt években az alábbi módon változott: